# Informer (Fernsehserie)
Informer ist eine britische Krimi-Dramaserie des Fernsehsenders BBC One, die erstmals am 16. Oktober 2018 veröffentlicht wurde. Die deutschsprachige Erstveröffentlichung erfolgte am 1. Januar 2020 beim Streaminganbieter Joyn.

## Handlung
Die Serie handelt von dem jungen Britisch-Pakistaner Raza Shar. Er wird von Gabe Waters, einem Terrorismusbekämpfungsagenten der fiktiven Anti-Terrorismus-Spezialeinheit CTSU, zu einem Undercover-Einsatz in einer terroristischen Organisation gezwungen.

## Besetzung
- Nabhaan Rizwan als Raza Shar
- Paddy Considine als DS Gabe Waters
- Bel Powley als DC Holly Morten
- Fehinti Balogun als Officer Cooper
- Sharon D. Clarke als DCI Rose Asante
- Reiss Jeram als Nasir Shar
- Arinzé Kene als Sal Brahimi
- Roger Jean Nsengiyumva als Dadir Hassan
- Jessica Raine als Emily Waters
- Elizabeth Rider als Lady Justice Spencer
- Sunetra Sarker als Sadia Sha
- Paul Tylak als Hanif Shar
- Robert Whitelock als Officer Worrall
- Arsher Ali als Imran Aziz

## Episodenliste
Die Erstveröffentlichung fand vom 22. August bis zum 19. September 2019 auf Sky One statt. Die deutschsprachige Erstveröffentlichung aller sechs Folgen erfolgte am 1. Januar 2020 bei Joyn.
| Nr. | Deutscher Titel     | Originaltitel          | Erstausstrahlung (UK) | Deutschsprachige Erstveröffentlichung (D) |
| --- | ------------------- | ---------------------- | --------------------- | ----------------------------------------- |
| 1   | Druckmittel         | No Sleep Till Brooklyn | 16. Okt. 2018         | 1. Jan. 2020                              |
| 2   | Gefährliche Freunde | Strawberry Fields      | 23. Okt. 2018         | 1. Jan. 2020                              |
| 3   | Das Geheimnis       | Charlie Don’t Surf     | 30. Okt. 2018         | 1. Jan. 2020                              |
| 4   | Auf falscher Spur   | Ruby Tuesday           | 6. Nov. 2018          | 1. Jan. 2020                              |
| 5   | Im November         | November Has Come      | 13. Nov. 2018         | 1. Jan. 2020                              |
| 6   | Wut                 | The Masterplan         | 20. Nov. 2018         | 1. Jan. 2020                              |

## Adaption
Die Serie wurde als deutsche Thriller-Fernsehserie unter dem Titel Informant – Angst über der Stadt im Jahr 2023 neu verfilmt und im Oktober 2024 bei Arte veröffentlicht.